# おおぐま座イオタ星
おおぐま座ι星（おおぐまざイオタせい、ι UMa / ι Ursae Majoris）は、おおぐま座の恒星で3等星。

## 概要
3等星のA星の周りを、共に11等星のB星とC星の連星が周る二重連星系である。B星とC星のペアは互いに平均10auの離れた軌道を40年掛けて周回しており、さらにこのペアがA星から132au離れた軌道を818年掛けて周回している。A星はA型主系列星に分類されているが、準巨星の段階に移行しているものと考えられている。またA星自体が分光連星であり、5〜6auの距離を約10年掛けて周回する伴星を持っている。この伴星についての詳細はわかっていない。

## 名称
固有名のタリタ (Talitha) は、アラビア語で「3番目の足あと」を意味する al-qafza al-thālithaという言葉に由来する。これは元々ι星とκ星のペアに付けられていた名前で、λ星とμ星のペア、ν星とξ星のペアと共に、「ガゼルの足あと」という意味の qafazāt al-ẓibā というアラビアのアステリズムの一部であった。2016年7月20日、国際天文学連合の恒星の固有名に関するワーキンググループは、Talitha をおおぐま座ι星Aの固有名として正式に承認した。
アメリカの宇宙飛行士エドワード・ホワイトの名前にちなむ Dnoces （2世のsecondを逆に読んだもの）という名前で呼ばれたこともある。